# Pere Vallribera
Pere Vallribera (n. 1903 în Sallent, Catalonia — d. în Barcelona 1990) a fost un compozitor și pianist catalan, membru al Conservatori del Liceu din Barcelona. A fost un compozitor faimos de sardana.
1. ↑  WorldCat Entities, accesat în 21 ianuarie 2025